# Eupithecia bialbata
Eupithecia bialbata là một loài bướm đêm trong họ Geometridae.